# Бёме, Йорг
Йорг Бёме (нем. Jörg Böhme; род. 22 января 1974, Хоэнмёльзен, Галле) — немецкий футболист, играл на позиции полузащитника.

## Карьера

### Клубная
Первым профессиональным клубом Йорга был «Карл Цейсс», в который он пришёл из юношеской команды любительского клуба «Кеми» из Цайца и за который провёл два матча во Второй Бундеслиге. Поиграв с переменным успехом по сезону в «Нюрнберге», франкфуртском «Айнтрахте» и в «Мюнхен 1860», Бёме перешёл в билефельдскую «Арминию», где стал основным игроком и отыграл два сезона.
После успехов в «Арминии» его подписал Шальке 04», которым срочно нужен был левоногий полузащитник. За гельзенкирхенцев Бёме сыграл самый успешный отрезок в своей профессиональной карьере. В первый же сезон он помог «Шальке» стать вице-чемпионом Германии, забив десять мячей и отдав восемь голевых передач, и выиграть Кубок Германии, оформив дубль в финальном матче с берлинским «Унионом» (2:0). Через год клуб повторил успех в кубке, а Бёме снова забил в финальном матче в ворота «Байера» (4:2). В то же время, у Йорга были проблемы с дисциплиной, его обвиняли в непрофессиональном поведении и эгоизме, а в 2002 году он был отстранён от состава перед матчем Кубка УЕФА против «Легии» (0:0). Всего за четыре сезона в «Шальке» он провёл 101 матч в Бундеслиге и забил 23 мяча.
После того, как Бёме отыграл два сезона в гладбахской «Боруссии», в 2006 году он ездил на пробную тренировку в «Фулхэм», который отказался его подписывать. Йорг вернулся в «Арминию», где в 2008 году закончил карьеру из-за проблем с коленом.

### Международная
В период с 2001 по 2003 год Йорг провёл десять матчей и забил один мяч за сборную Германии. 29 мая 2001 года Бёме дебютировал за неё в товарищеском матче против сборной Словакии (2:0), а 15 августа забил свой единственный мяч за сборную в ворота сборной Венгрии (5:2).
В 2002 году Бёме в составе сборной Германии отправился на чемпионат мира, где стал вице-чемпионом, но не вышел на поле ни в одном из семи матчей.

### Тренерская
По завершении игровой карьеры Бёме остался в системе «Арминии», где стал ассистентом главного тренера резервной команды. 21 января 2010 года Йорг был повышен до ассистента главного тренера основной команды. В то же время, Бёме также работал в академии «Арминии». В мае 2012 года Бёме возглавил любительскую команду «Херфорд», однако уже через месяц покинул пост.
3 января 2014 года Бёме стал ассистентом главного тренера «Энерги». 24 февраля он стал исполняющим обязанности главного тренера после увольнения Штефана Шмидта. После того, как «Энерги» вылетел из Второй Бундеслиги, Бёме покинул команду. Дальше Бёме работал ассистентом главного тренера в резервной команде «Шальке 04», которую покинул в мае 2016 года, и главным тренером любительского клуба «Штайнхаген», в котором он проработал с марта по май 2018 года. В июле 2020 года Бёме стал тренером юношеской команды в академии «Цвиккау».